# (8648) Salix
Pour les articles homonymes, voir Salix (homonymie).
(8648) Salix est un astéroïde de la ceinture principale.

## Description
(8648) Salix est un astéroïde de la ceinture principale. Il fut découvert le 2 septembre 1989 à l'Observatoire de Haute-Provence par Eric Walter Elst. Il présente une orbite caractérisée par un demi-grand axe de 2,26 UA, une excentricité de 0,24 et une inclinaison de 3,7° par rapport à l'écliptique.
Il est nommé d'après le genre d'arbre salix, le saule en français.

## Compléments